# تشارلز ويليام ديكي
تشارلز ويليام ديكي (بالإنجليزية: Charles William Dickey) هو مهندس معماري أمريكي، ولد في 6 يوليو 1871، وتوفي في 25 أبريل 1942.